# 艾拜什
艾拜什，是匈牙利豪伊杜-比豪尔州所辖的一个村。总面积77.27平方公里，总人口4412，人口密度57.1人/平方公里（2011年1月1日）。